# György
A György (kiejtéseⓘ) férfinév a görög Georgiosz névből, illetve ennek latin Georgius formájából származik. Jelentése: földműves, gazdálkodó. Női párja: Georgina, Györgyi, Zsorzsett.

## Rokon nevek
- Györe:[1] a György régi magyar becenevéből önállósult[2]
- Györk:[1] a György régi magyar becenevéből önállósult[2]
- Györke:[1] a György régi magyar becenevéből önállósult[2]

## Gyakorisága
A 15. században a 3. leggyakoribb férfinév volt, és később is a 4-5. helyen állt. Budapesten a 19. század végén a 17., a század közepén a 6. legnépszerűbb név volt. A 20. század közepére a 9. helyen állt. 1967-ben országosan a 16., a 80-as években a 29. leggyakoribb férfinév volt.
Az 1990-es években a György gyakori név volt, a Györe, Györk, Györke szórványosan fordult elő, a 2000-es években a György a 60-77. leggyakoribb férfinév, a többi nem szerepel a 100 leggyakoribb férfinév között.

## Névnapok
György, Györe, Györk, Györke:
- február 21.[2]
- március 9.[2]
- március 12.[2]
- április 23.[2]
- április 24.[2]
- május 9.[2]
- május 25.[2]
- július 27.[2]
- november 17.[2]
- december 9.[2]

Április 24-e, Szent György napja a tavasz kezdete, a kikelet ünnepe volt. Erre utal a gyerekdal:

Süss fel nap,

Szent György nap,

kertek alatt a kisbárány,

majd meg fagy.
Ezen a napon hajtották ki a telelő jószágot a legelőre, ekkor szegődtek el a pásztorok, kocsisok, cselédek. Ez a nap volt a falusi tisztségviselők megválasztásának a napja is.

## Idegen nyelvi változatai
- George (angol)
- Giorgi / გიორგი (grúz)
- Giorgio (olasz)
- Georges (francia)
- Georg, Jörg, Jürgen, Jörgen (német)
- Georg (svéd)
- George, Gheorghe, Iorgu (román)
- Georgij / Георгий (orosz)
- Heorhij /  Георгий (ukrán)
- Jerzy (lengyel)
- Jiří (cseh)
- Joris (holland)
- Jorge (spanyol, portugál)
- Juraj (szlovák, horvát)
- Jurij (orosz, szlovén)
- Đorđe (szerb)
- Jordi (katalán)
- Chorche (aragóniai)
- 게오르기오스 (koreai)

## Híres névviselők
- „György” utónevű személyek szócikkeinek listája a Wikidata alapján
- „Đorđe” utónevű személyek szócikkeinek listája a Wikidata alapján
- „Georg” utónevű személyek szócikkeinek listája a Wikidata alapján
- „George” utónevű személyek szócikkeinek listája a Wikidata alapján
- „Georges” utónevű személyek szócikkeinek listája a Wikidata alapján
- „Georgij (Георгий)” utónevű személyek szócikkeinek listája a Wikidata alapján
- „Gheorghe” utónevű személyek szócikkeinek listája a Wikidata alapján
- „Giorgi” utónevű személyek szócikkeinek listája a Wikidata alapján
- „Giorgio” utónevű személyek szócikkeinek listája a Wikidata alapján
- „Heorhij (Георгій)” utónevű személyek szócikkeinek listája a Wikidata alapján
- „Jerzy” utónevű személyek szócikkeinek listája a Wikidata alapján
- „Jiří” utónevű személyek szócikkeinek listája a Wikidata alapján
- „Jordi” utónevű személyek szócikkeinek listája a Wikidata alapján
- „Jorge” utónevű személyek szócikkeinek listája a Wikidata alapján
- „Joris” utónevű személyek szócikkeinek listája a Wikidata alapján
- „Jörg” utónevű személyek szócikkeinek listája a Wikidata alapján
- „Jörgen” utónevű személyek szócikkeinek listája a Wikidata alapján
- „Juraj” utónevű személyek szócikkeinek listája a Wikidata alapján
- „Jurij (Юрий)” utónevű személyek szócikkeinek listája a Wikidata alapján
- „Jürgen” utónevű személyek szócikkeinek listája a Wikidata alapján

### Az irodalomban
Móricz Zsigmond A boldog ember című regényének főszereplője Joó György.

## Szólások
- Szent György napja van nálunk, mondják azok, akik költözködnek
- Szent György-nap után kalapáccsal se lehetne visszaverni a füvet, azaz április végén már gyorsan nő a fű
- Húzza-vonja, mint Gyurka az ajtót, mondják az értelmetlenül tevékenykedő emberre

## A népnyelvben
- györgytallér, amulett, amit a katonák a 16. századtól viseltek évszázadokon át, hogy megóvja őket. Az amulett ezüstpénz volt, aminek az egyik oldalán Szent György képe volt.[3]
- gégegyurka, a nagy ádámcsutkájú ember neve[3]
- habrinkagyuri, ruhagyuri, a rendezetlen ruhájú és beszédű ember neve[3]
- gyurkázik, a lány, aki udvaroltat magának[3]
- kisgyurka a kisujj neve tréfásan[3]
- fagyurka a kulacs neve tréfásan[3]

## A biológiában
- gyurkafa, az ördögcérna (Lycium) neve[3]
- kevélygyurka, a rézvirág (Zinnia) neve[3]
- gyurkószilva, egy magvaváló szilvafajta[3]
- szentgyörgye, a gyöngyvirág Vas vármegyei neve[3]
- szentgyörgyvirág, a gyöngyvirág neve a Dunántúl más részein[3]
- szentgyörgyike, a tavaszi kankalin neve Eger környékén, máshol Szent György virága a neve[3]
- gyura, gyuri, gyurka, a kakas neve sok helyen[3]
- gyuri a kis termetű disznó neve, györgy a hízó disznó neve[3]